# Прапор Детройта
Прапор міста Детройт розроблений у 1907 році Девідом Е. Хейнеманом і офіційно прийнятий як прапор міста у 1948 році. З тих пір дизайн прапора кілька разів дещо змінювався, востаннє в 2000 році.

## Дизайн
На прапорі зображено міську печатку на розрізаному на четверті тлі, кожна частина якої представляє країну, яка колись контролювала Детройт. Нижня частина ліворуч представляє Францію, яка заснувала форт і поселення в 1701 році; вона містить п'ять золотих лілій на білому полі, що імітує королівський штандарт Франції. Верхня частина праворуч представляє Великобританію, яка контролювала форт з 1760 по 1796 рік; вона має трьох золотих левів на червоному полі, що імітує королівський герб Англії. Нижня частина праворуч має 13 червоних і білих смуг, а верхня частина ліворуч має 13 білих зірок на блакитному полі, що символізує оригінальні Тринадцять колоній Сполучених Штатів. 

## Символізм
Два латинські девізи: Speramus Meliora і Resurget Cineribus, що означають «Ми сподіваємося на краще» та «Воно повстане з попелу», написане Габріелем Річардом після Великої пожежі 1805 року. Печатка є зображенням пожежі в Детройті, яка сталася 11 червня 1805 року. Внаслідок пожежі згоріло все місто, від полум’я врятовано лише одну будівлю. Фігура ліворуч плаче над руйнуванням, а фігура праворуч вказує на нове місто, яке постане на її місці. 

## Історія
У первісному дизайні прапора печатка мала овальну форму. На початку 1970-х років дизайн прапора був перероблений, а форма печатки була змінена на коло.  У 1976 році кольори були стандартизовані за допомогою системи відповідності Pantone, а приблизно в 2000 році печатка була знову змінена, щоб зменшити кількість кольорів. 

## Подальше читання
- Lewis, Ferris E. (1972). My State and its Story (вид. 16th).
- Lesson 1: The Detroit Flag: Symbols of Our History (PDF). Detroit Historical Museum. 2004. Архів оригіналу (PDF) за 20 квітня 2004. Процитовано 20 квітня 2004.
- Vachon, Paul (2009). Forgotten Detroit. ISBN 9780738560878.
- Detroit, Michigan at Flags of the World

## Зовнішні посилання
- Фотографія прапора міста Детройт у 1972 році
- Фотографія прапора міста Детройт у 1976 році
- Фотографія прапора міста Детройт у 1983 році
- Фотографія прапора міста Детройт у 1983 році